# Футит, Джордж
Джордж Футит (настоящее имя — Тюдор Холл) (англ. George Foottit; 24 апреля 1864, Манчестер, Англия — 21 сентября 1921, Париж, Франция) — английский артист цирка, клоун.

## Биография
Англичанин по национальности. Родился в семье цирковых артистов. Карьеру начал в двенадцатилетнем возрасте.
Выступал на манеже с 1876 года, как наездник в цирке своего дяди. Позже отправился во Францию, где быстро зарекомендовал себя как клоун.
Как клоун дебютировал в 1884 в цирке «Континенталь» в Бордо (Франция). Работал в лондонском театре Ковент-Гарден. Вскоре был приглашён в парижский Новый цирк, где с 1890 года занял положение первого клоуна.

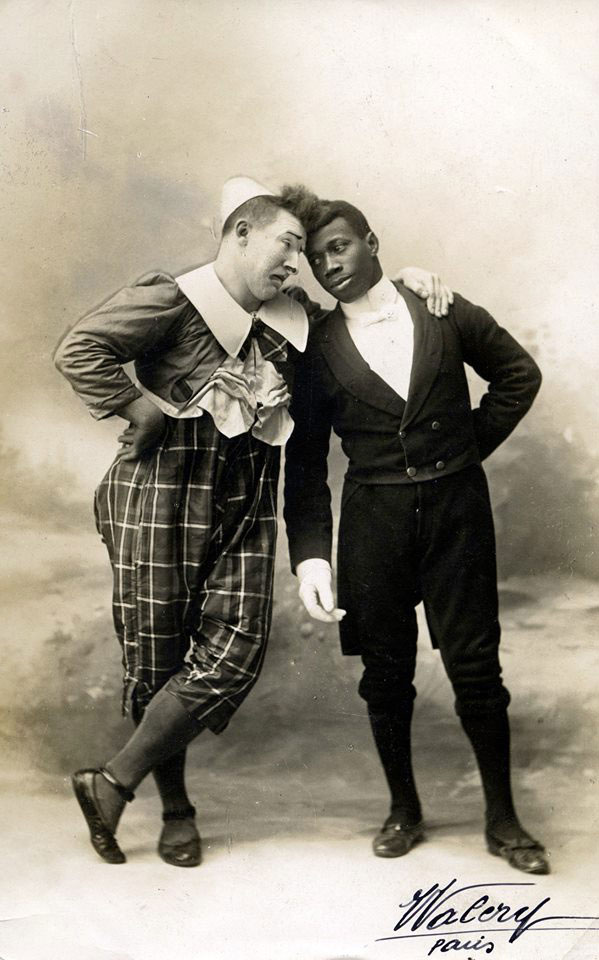
Д. Футит и «Шоколад»

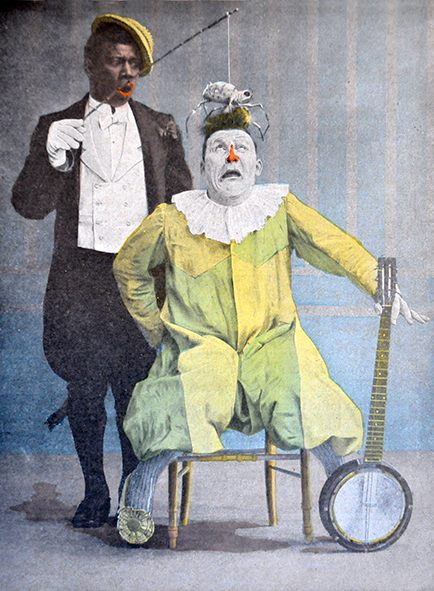
Д. Футит и «Шоколад»

Д. Футит — один из выдающихся пародистов, основоположник жанра парной клоунады во Франции. В 1889—1910 годах выступал с партнёром «Шоколадом», играли вместе двадцать лет. Д. Футит и «Шоколад» исполняли роли деспотически властного господина — Д. Футит (клоунский костюм из парчи и золота, белые носки, лакированные туфли) и покорного бедняка — «Шоколад» (зелёный, иногда красный или голубой фрак, короткие брюки, яркие носки).
Расставшись с «Шоколадом» (в 1910), Д. Футит выступал в ансамбле со своими сыновьями Джорджем, Томасом, Генри, но прежнего успеха не имел. После выхода на пенсию управлял баром и рестораном недалеко от Елисейских полей. Последние годы жизни был владельцем собственного передвижного цирка.
Умер от рака в Париже. Похоронен на кладбище Пер-Лашез.